# Cyraneczka żółtodzioba

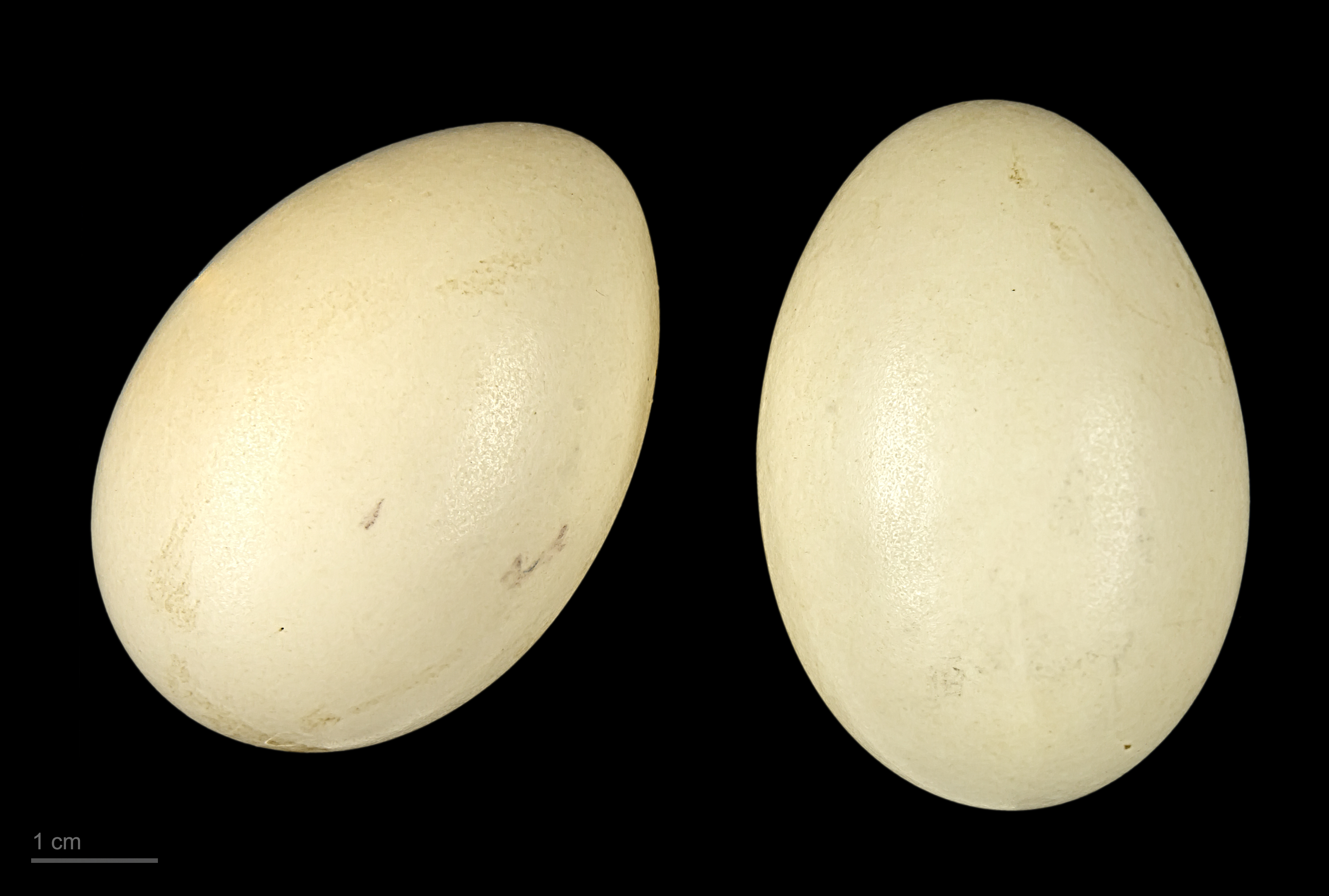
Jaja podgatunku A. f. oxyptera z kolekcji muzealnej

Cyraneczka żółtodzioba (Anas flavirostris) – gatunek średniej wielkości ptaka z rodziny kaczkowatych (Anatidae). Naturalny zasięg występowania obejmuje Amerykę Południową, jest również hodowana jako ptak ozdobny. Nie jest zagrożona wyginięciem.

## Morfologia
Brak dymorfizmu płciowego, kolor dzioba żółty.
Długość ciała 35–45 cm; masa ciała 388–830 g.

## Środowisko
Zamieszkuje słodkowodne jeziora, rzeki i bagna.

## Podgatunki
Obecnie wyróżnia się dwa podgatunki:
- cyraneczka żółtodzioba (A. f. flavirostris) – od północnej Argentyny, Urugwaju i południowo-wschodniej Brazylii po Ziemię Ognistą; Falklandy, Georgia Południowa
- cyraneczka jasnosterna (A. f. oxyptera) – od środkowego Peru do północnego Chile i północno-zachodniej Argentyny

Dawniej za podgatunki cyraneczki żółtodziobej uznawano także dwa podgatunki wydzielone w osobny gatunek o nazwie cyraneczka andyjska (Anas andium). Od cyraneczki żółtodziobej różnią się one m.in. szarym, a nie żółtym, dziobem.

## Status
W Czerwonej księdze gatunków zagrożonych IUCN cyraneczka żółtodzioba jest zaliczana do kategorii LC (najmniejszej troski). Globalny trend liczebności uznawany jest za spadkowy, choć niektóre populacje są stabilne, a trendy liczebności niektórych populacji nie są znane.